# Duckea squarrosa
Duckea squarrosa là một loài thực vật có hoa trong họ Rapateaceae. Loài này được (Willd. ex Link) Maguire mô tả khoa học đầu tiên năm 1958.